# What's Welsh for Zen: The Autobiography of John Cale
What's Welsh for Zen: The Autobiography of John Cale je autobiografická kniha napsaná velšským hudebníkem, hudebním producentem a skladatelem Johnem Calem. Ten ji napsal společně s Victorem Bockrisem. Graficky ji upravil anglický výtvarník Dave McKean, který později designoval také Caleovu biografickou knihu Sedition and Alchemy z roku 2003. John Cale kvůli ilustrátorovi kontaktoval spisovatele Neila Gaimana, který mu doporučil právě svého častého spolupracovníka McKeana. Poprvé byla vydána v lednu roku 1999 nakladatelstvím Bloomsbury ve vázaném formátu v kartonovém obalu. Později vyšla také v paperback verzi. Roku 2011 vyšla kniha ve francouzském překladu. Přeložil ji Stan Cuesta.